# Охотник (роман)
«Охотник» (англ. The Hunter) — один из наиболее известных романов Джеймса Олдриджа. Написан в 1949 году и опубликован годом позже.

## Содержание
Роман повествует о канадских охотниках на пушного зверя, об их непростой жизни и судьбе. В этой книге Олдридж, живший в это время именно в Канаде, временно отошёл от характерного для него интереса к мировой повестке и политической тематике.
Главный герой романа, Рой Макнэйр, подвергается преследованию со стороны организованного социума, тогда как сам он, согласно Олдриджу, занят поисками своей внутренней сути. Макнэйр — «натуралист по задаткам и призванию, человек с приметливым и вдумчивым взглядом, без сантиментов воспринимающий битву за жизнь в диком лесу». Роман начинается с эпиграфа: 

Рою — такому, каков он есть, — пролагателю новых троп, пионеру, человеку среди людей, который, как все ему подобные, в конце концов одерживает победу над человеческим отчаянием.

## Переводы
Переведён на русский язык в 1958 году Иваном Кашкиным.